# Martín Bueno
Martín Bueno (Montevideo, 19 de julio de 1991) es un futbolista uruguayo que juega como delantero en el club Miramar Rangers de la Liga Central de Nueva Zelanda.

## Trayectoria
En 2018, fue parte del equipo Napier City Rovers, ganador de la Central Premier League de Nueva Zelanda, y ganó el trofeo de la Bota de Oro de la liga como máximo goleador de ese año. También fue miembro del equipo ganador de la Copa Chatham de Napier en 2019 . Bueno ganó la bota de oro de la Liga de Campeones de Oceanía 2020, anotando seis goles en tres partidos representando al Eastern Suburbs con sede en Auckland.
El 4 de febrero de 2021 se trasladó a Italia y firmó con el Livorno.

## Clubes
| Club                  | País           | Año       |
| --------------------- | -------------- | --------- |
| Plaza Colonia         | Uruguay        | 2011-2012 |
| Cerro Largo           | Uruguay        | 2013      |
| Atenas                | Uruguay        | 2013      |
| Las Vegas City Lights | Estados Unidos | 2014      |
| Cerrito               | Uruguay        | 2015      |
| Alacranes de Durango  | México         | 2015      |
| C. D. Anáhuac         | México         | 2016      |
| Napier City Rovers    | Australia      | 2017-2018 |
| Hamilton Wanderers    | Nueva Zelanda  | 2018-2019 |
| Eastern Suburbs       | Nueva Zelanda  | 2019-2020 |
| A. C. Bellinzona      | Suiza          | 2020      |
| Livorno               | Italia         | 2021      |
| Cerro Largo           | Uruguay        | 2021      |
| Fénix                 | Uruguay        | 2022      |
| Sport Boys            | Perú           | 2022      |
| Eastern Suburbs       | Nueva Zelanda  | 2023-act. |